# Sorubimichthys planiceps
Sorubimichthys planiceps är en fiskart som först beskrevs av Johann Baptist von Spix och Agassiz 1829.  Sorubimichthys planiceps ingår i släktet Sorubimichthys och familjen Pimelodidae. Inga underarter finns listade i Catalogue of Life.